# Heinz Emigholz
Heinz Emigholz (* 22. Januar 1948 in Achim bei Bremen) ist ein deutscher Filmemacher, Künstler, Autor und Produzent.

## Leben
Der Sohn eines Gärtners absolvierte 1964 bis 1967 eine Ausbildung zum Zeichner und Fotoretuscheur. Von 1967 bis 1970 studierte er am Hansa-Kolleg in Hamburg. Mit seinen Mitschülern Rüdiger Neumann und Walter Uka drehte er 1968 als Kameramann und Darsteller seinen ersten Kurzfilm, den 8-mm-Film Hommage à Caspar David Friedrich, auf den er 1969/70 ein 16-mm-Film-Farb-Remake folgen ließ. Von 1970 bis 1973 studierte Emigholz an der Universität Hamburg Philosophie und Literaturwissenschaft. 1974 ermöglichte ihm ein DAAD-Stipendium den Aufenthalt in New York City. Dort und in San Diego drehte er den Kurzfilm Hotel.
1978 gründete er die Filmfirma Pym Films. Er hat ein umfassendes filmisches und künstlerisches Werk vorgelegt und arbeitete, auch als Darsteller, mit einer Reihe anderer Regisseure und Künstler zusammen. Von 1993 bis 2013 hatte er eine Professur für Experimentelle Filmgestaltung an der Universität der Künste Berlin inne. Im Mai 2012 wurde Emigholz als neues Mitglied in die Akademie der Künste in Berlin berufen.

## Filme
Emigholz’ erste Filme, die Anfang der 1970er Jahre im Kontext des Avantgarde- und Experimentalfilms entstehen, zeigen „ein kompliziertes Wechselspiel zwischen abstrakten zeitlichen Kompositionen – respektive filmischen Bewegungen – und ausgewählten städtischen und natürlichen Landschaften“ (Emigholz). Mit Demon (1976/1977) beginnt die Beschäftigung mit dem Wort. Der Film folgt dem Prosagedicht „Le Démon de l’Analogie“ von Stéphane Mallarmé. „Wie vorher in den Filmen die Landschaften nach den Partituren in Fixpunkte und deren Verbindungen zerlegt wurden, bekommt hier immer ein Wort eine Einstellung.“ (Frieda Grafe) In Normalsatz (1978–1981) und den folgenden Filmen bezieht Emigholz auch erzählerische und szenische Elemente ein. Auffällig ist eine Kadrierung, die eine phänomenologische Beziehung zum Raum aufbaut und deshalb die konventionelle Rechtwinkligkeit und die Zentralperspektive nicht beachtet. „Statt leerer Raum zu sein, dessen Koordinaten an den abstrakter Geometrie entlehnten Kategorien wie Horizontlinie und Fluchtpunkt festgemacht sind, ist der Bildraum in den Filmen immer schon bevölkert. Wo ein Raum ist, ist auch ein Körper, der diesen definiert, und sei es durch seine negative Form, die Abwesenheit.“ (Ronald Balczuweit) Diese Raumkonstruktion bleibt bestimmend auch für Photographie und jenseits, eine ab 1993 angelegte, auf Vorarbeiten aus den Siebzigern und Achtzigern zurückgreifende „Sammlung von frei kombinierbaren Filmen, die sich mit Produkten menschlicher Gestaltung befassen“ (Emigholz). Die Filme der Unterserie Architektur als Autobiografie zeigen in chronologischer Folge die erhaltenen Bauwerke von Architekten, Bauingenieuren und Gestaltern wie Bruce Goff, Adolf Loos, Robert Maillart, Pier Luigi Nervi, Auguste Perret, Rudolph Schindler, Louis Sullivan und anderen.

## Kunst
1974 beginnt Emigholz in New York die Arbeit an der Zeichnungsserie Die Basis des Make-Up, die 2008 über 600 Blätter umfasst. Der Titel geht auf die Unterschrift zu einer Fotografie in einem Lehrbuch des Make-up aus den dreißiger Jahren zurück; das Foto zeigt einen Totenschädel. Die Zeichnungen sind alle in Schwarz und Weiß gehalten und werden als Fotodrucke im Format 54 × 64 cm aufgelegt. Wie viele der Filme gehen sie aus den Notizbüchern des Künstlers hervor, in die er neben Entwürfen zu eigenen Texten Zivilisationsabfall aller Art einträgt und einklebt, auf der Straße oder beim Fernsehen aufgeschnappte Sätze, Werbung, Diagramme aus militärischen Lehrbüchern und vieles mehr. Diese Versatzstücke werden in den Zeichnungen und Filmen transformiert und in strengen Kompositionen miteinander in Verbindung gebracht, ihre Herkunft bleibt jedoch zu erkennen. Erzählerische Ansätze ergeben sich, doch sie verbinden sich nicht zu einer einzigen Geschichte, sondern bleiben frei kombinierbar. In dieser formalen Offenheit spiegelt sich die „Erfahrung der Vorläufigkeit und der Relativität jeder Deutung“ (Hanne Loreck).

## Filmografie
- 1972/73: Schenec-Tady I (16 mm, 27 Minuten)
- 1973: Schenec-Tady II (16 mm, 18 Minuten)
- 1973/74: Arrowplane (16 mm, 24 Minuten)
- 1974: Tide (16 mm, 33 Minuten)
- 1972/75: Schenec-Tady III(16 mm, 20 Minuten)
- 1975/76: Hotel (16 mm, 27 Minuten)
- 1976/77: Demon – Die Übersetzung von Stéphane Mallarmés „Le Démon de l’Analogie“ (16 mm, 30 Minuten)
- 1978/81: Normalsatz (16 mm, 105 Minuten)
- 1974/83: The Basis of Make-Up I (Photographie und jenseits – Teil 1). (35 mm, 20 Minuten)
- 1979/85: Die Basis des Make-Up (Spielfilm, 16 mm, 84 Minuten)
- 1974/87: Die Wiese der Sachen (16 mm, 88 Minuten)
- 1986/91: Der Zynische Körper (35 mm, 89 Minuten)
- 1993/1999: Sullivans Banken (Photographie und jenseits – Teil 2) (35 mm, 38 Minuten) mit acht von Louis Sullivan entworfenen Bankgebäuden
- 1995/1999: Maillarts Brücken (Photographie und jenseits – Teil 3) (35 mm, 24 Minuten) mit vierzehn von Robert Maillart entworfenen Dachkonstruktionen und Brücken
- 1983/2000: The Basis of Make-Up II (Photographie und jenseits – Teil 4) (35 mm, 48 Minuten)
- 1988/2001: Miscellanea I (Photographie und jenseits – Teil 5) (35 mm, 20 Minuten)
- 1988/2001: Miscellanea II (Photographie und jenseits – Teil 6) (35 mm, 19 Minuten)
- 2002/03: Goff in der Wüste (Photographie und jenseits – Teil 7) (35 mm, 110 Minuten) mit 62 von Bruce Goff entworfenen Bauten
- 1996/2004: The Basis of Make-Up III (Photographie und jenseits – Teil 9) (35 mm, 26 Minuten)
- 1997/2004: Miscellanea III (Photographie und jenseits – Teil 10) (35 mm, 22 Minuten)
- 2002/05: D'Annunzios Höhle (Photographie und jenseits – Teil 8) (DigiBeta, 52 Minuten) – Innenaufnahmen aus der Villa des Vittoriale degli italiani in Gardone am Gardasee; die Villa wurde seit 1921 von Gabriele d’Annunzio bewohnt und ausgestattet; an der Kameraarbeit waren beteiligt: Irene von Alberti, Elfi Mikesch und Klaus Wyborny.
- 2005: Robert Maillart and The Art of Structural Engineering (DV, 89 Minuten)
- 2005/06: 57 Kurzfilme für das Ausstellungsprojekt Sense of Architecture(HDV, 330 Minuten)
- 2006/07: Schindlers Häuser (Photographie und jenseits – Teil 12) (35 mm, 99 Minuten) mit 40 von Rudolph Schindler entworfenen Bauten
- 2007: The Whitman Project (Co-Regie Lior Shamriz) (DV, 52 Minuten)
- 2008: Loos Ornamental (Photographie und jenseits – Teil 13) (35 mm, 72 Minuten) mit 27 von Adolf Loos entworfenen Bauten
- 2008: Ornament und Verbrechen von Adolf Loos (Co-Regie Benjamin Krieg) (DV, 30 Minuten)
- 2005/09: Sense of Architecture (Photographie und jenseits – Teil 11) (HDV, 168 Minuten) mit 42 zeitgenössischen, von österreichischen Architekten entworfenen Bauten
- 2006/09: Zwei Projekte von Frederick Kiesler (Photographie und jenseits – Teil 14) (HDV, 16 Minuten)
- 2010: Ein Museumsbau in Essen (Miscellanea IV) (Photographie und jenseits – Teil 15) (HDCAM, 21 Minuten) mit dem Neubau Museum Folkwang, entworfen von David Chipperfield Architects
- 1987/2010: El Greco in Toledo (Miscellanea V) (Photographie und jenseits – Teil 16) (HDCAM, 29 Minuten)
- 1986/2010: Leonardos Tränen (Miscellanea VI) (Photographie und jenseits – Teil 17) (DV, 29 Minuten)
- 1987/2010: An Bord der USS Ticonderoga (Miscellanea VII) (Photographie und jenseits – Teil 18) (DV, 12 Minuten)
- 2011: Eine Serie von Gedanken (Miscellanea V, VI, VII und IV) (HDV, 91 Minuten)
- 2012: Parabeton – Pier Luigi Nervi und Römischer Beton (Aufbruch der Moderne – Teil I / Photographie und jenseits – Teil 19) (DCP, 100 Minuten) mit siebzehn von Pier Luigi Nervi entworfenen Bauten sowie filmischen Studien antiker Bauwerke aus römischem Beton
- 2012: Perret in Frankreich und Algerien (Aufbruch der Moderne – Teil II / Photographie und jenseits – Teil 20) (DCP, 110 Minuten) mit 30 von Auguste und Gustave Perret entworfenen Bauten
- 2012/2013: Sieben Musikvideos für das Album DEN der Band Kreidler.
- 2014: The Airstrip (Aufbruch der Moderne – Teil III / Photographie und jenseits – Teil 21) (DCP, 108 Minuten) – Architektur-Reise mit mehr als 30 Bauwerken und Skulpturen
- 2014: Zwei Museen (Photographie und jenseits – Teil 22) (DCP, 18 Minuten) mit dem Museum of Art in Ein Harod, Israel (entworfen von Samuel Bickels) und dem Museum der Menil Collection in Houston, Texas (entworfen von Renzo Piano)
- 2015: Le Corbusier [IIIII] Asger Jorn [Relief] (Photographie und jenseits  – Teil 23) (DCP, 29 Minuten) mit der Villa Savoye (entworfen von Le Corbusier) und dem Grand Relief (entworfen von Asger Jorn)
- 2015: Berlin Geschichten [Kompilation 1986–2012] (BluRay, 37 Minuten)
- 2013/17: 2+2=22 [The Alphabet] (Streetscapes – Kapitel I / Photographie und jenseits – Teil 24) (DCP, 88 Minuten) mit Aufnahmen von Gebäuden und Straßen in Tiflis, Georgien, von der Arbeit der Band Kreidler in einem Studio in Tiflis und von 26 Notizbüchern von Emigholz
- 2015/17: Bickels [Socialism] (Streetscapes – Kapitel II /  Photographie und jenseits – Teil 25) (DCP, 92 Minuten) mit 22 von Samuel Bickels entworfenen Bauten
- 2015/17: Streetscapes [Dialogue] (Streetscapes – Kapitel III / Photographie und jenseits – Teil 26) (DCP, 132 Minuten) – Dialoge eines Analytikers und eines Filmregisseurs vor und in von Eladio Dieste entworfenen Bauten
- 2015/17: Dieste [Uruguay] (Streetscapes – Kapitel IV / Photographie und jenseits – Teil 27) (DCP, 95 Minuten) mit 29 von Eladio Dieste entworfenen Bauten
- 2018: Zwei Basiliken (Photographie und jenseits – Teil 28) (DCP, 36 Minuten) mit der Cattedrale di Santa Maria Assunto in Orvieto und der Grundtvigs Kirke in Kopenhagen
- 2013/18: Years of Construction / Baujahre (Photographie und jenseits – Teil 29) (DCP, 93 Minuten) – Dokumentation vom Abriss und Neubau der Kunsthalle Mannheim
- 2020: Die letzte Stadt / The Last City (DCP, 100 Minuten) – Spielfilm mit John Erdman, Young Sun Han, Dorothy Ko, Jonathan Perel, Susanne Sachsse und Laurean Wagner in Beʾer Scheva, Athen, Berlin, Hongkong und São Paulo
- 2020: The Lobby (DCP, 76 Minuten) – Spielfilm mit John Erdman in Buenos Aires
- 2021: Casa Golly (Photographie und jenseits – Teil 30) (DCP, 7 Minuten) mit 0135 VRM Rocha von Brandlhuber+
- 2021: WEISS hoch ZWEI (Photographie und jenseits – Teil 31) (DCP, 22 Minuten) mit der Techne Sphere Leipzig von Oscar Niemeyer und Jair Valera
- 2021: Antivilla (Photographie und jenseits – Teil 32) (DCP, 8 Minuten) mit 0131 Antivilla von Brandlhuber+
- 2022: Schlachthäuser der Moderne (DCP, 80 Minuten) – Filmische Dokumentation und Reflektionen (Schlachthäuser Francisco Salamones in Argentinien, das Berliner Stadtschloss / Humboldt-Forum, Bauwerke von Freddy Mamani Silvestre in El Alto/Bolivien)
- 2022: Salamone, Pampa (Photographie und jenseits – Teil 34) (DCP, 62 Minuten) – Filmische Dokumentation von 25 Bauwerken des argentinischen Architekten Francisco Salamone
- 2022: Mamani in El Alto (Photographie und jenseits – Teil 35) (DCP, 95 Minuten) – Filmische Dokumentation von Bauwerken des bolivianischen Architekten Freddy Mamani Silvestre in El Alto, Bolivien
- 2022: Interview mit Freddy Mamani Silvestre (DCP, 29 Minuten)
- 2023: Innsbruck, 6. März 2023 (DCP, 9 Minuten) – Kurzfilm zum Text Reklamefahrten zur Hölle (1921) von Karl Kraus
- 2024: The Suit (DCP, 90 Minuten) – Spielfilm mit John Erdman, Susanne Bredehöft, René Schoenenberger und Laurean Wagner in Nadur, Berlin und Mexiko-Stadt

## Ausstellungen (Auswahl)
- 1974: Projekt '74, Köln (Beteiligung)
- 1977: documenta 6, Kassel (Beteiligung)
- 1977/78: Film als Film, Kunstverein Köln, Hayward Gallery, London (Beteiligung)
- 1982: Normalsatz, Buch Handlung Welt, Hamburg
- 1986: Ich hätte auch gern einen Körper gehabt, Galerie Eisenbahnstraße, Berlin
- 1988: Der Untergang der Bismarck, Zwinger Galerie, Berlin
- 1988/89: BiNationale, Düsseldorf / Boston / Minneapolis / Houston (Beteiligung)
- 1989: Seit ich blond bin, färbe ich mir die Haare, Zwinger Galerie, Berlin, und XPO Galerie, Hamburg
- 1991: Krieg der Augen, Kreuz der Sinne (Skizze), Galerie Martin Schmitz, Kassel
- 1991: Plakate, Zwinger Galerie, Berlin
- 1991: Die Erschöpfung (Enzyklopädie), Kunsthalle Bremerhaven
- 1992: Zwei Essays (Filmphotographie/Photographie), Galerie Fischinger, Stuttgart
- 1992: Photographie und jenseits, Künstlerhaus Bethanien, Berlin
- 1993: Seit Freud gesagt hat, der Künstler heile seine Neurosen selbst, heilen die Künstler ihre Neurosen selbst. Zeichnungen, Texte, Filme. Saarländisches Künstlerhaus, Saarbrücken
- 1994: Zeichnungen und Plakate, Goethe-Institut, Madrid
- 1994: Die Basis des Make-Up (1974–1994), Hamburger Kunsthalle
- 1994: Depot, Galerie Martin Schmitz, Kassel
- 1997: In medias res – Berliner Medienkunst in Istanbul. Dolmabahce-Palast, Istanbul (Beteiligung)
- 1998: Die Basis des Make-Up (1974-98), Zwinger Galerie, Berlin
- 1999: das xx. jahrhundert – ein jahrhundert kunst in deutschland. Hamburger Bahnhof, Museum für Gegenwart, Berlin (Beteiligung)
- 2000: Die Basis des Make-Up (1974–2000), Galerie argos, Brüssel
- 2001: Die Basis des Make-Up (1974–2001), Kunstverein München
- 2001: Die Basis des Make-Up, Galerie Hubert Bächler, Zürich
- 2006: Recherchen zur Basis des Make-Up, Zwinger Galerie, Berlin
- 2004: Heinz Emigholz / Michael Snow, Goethe-Institut, Toronto
- 2007: Die Basis des Make-Up (1974–2007), Hamburger Bahnhof, Museum für Gegenwart, Berlin
- 2008: Neue Schwarze Blöcke, Galerie Hubert Bächler, Zürich
- 2008: Sense of Architecture, Architekturbiennale, Venedig
- 2010: The Formative Years (1972–1977), Eine Installation von sieben Filmen aus den Jahren 1972–77 im Hamburger Bahnhof, Museum für Gegenwart, Berlin, im Rahmen von Forum Expanded auf der Berlinale 2010
- 2010: Der schwarze Block, Installation in der Überblicksausstellung Je mehr ich zeichne. Zeichnung als Weltentwurf, Museum für Gegenwartskunst, Siegen
- 2010: The Formative Years – Extended Version, Extra City, Antwerpen
- 2010: Photography and beyond – Three Films, Installation. Petach Tikva Museum, Tel Aviv
- 2011: Eine Serie von Gedanken – Vier Filme, Installation. Zwinger Galerie, Berlin
- 2011: The Formative Years, Filminstallation. Wyoming Building, New York City
- 2012: Utopie Gesamtkunstwerk. 21er Haus, Wien (Beteiligung)
- 2013: Wood(s). Zwinger Galerie, Berlin (Beteiligung)
- 2015: What Moves Us. Museum Jorn, Silkeborg (Beteiligung)
- 2015: The Dialogic City – Berlin wird Berlin. Berlinische Galerie, Berlin (Beteiligung)
- 2016: Rohschnitt Dieste. gkg, Bonn
- 2019: Heinz Emigholz. Kunsthalle Mannheim
- 2020: Totentanz. Zwinger Galerie, Berlin (Beteiligung)
- 2021: Counter Gravity - Die Filme von Heinz Emigholz. Haus der Kulturen der Welt, Berlin

## Preise
- 1978: Spezialpreis für Demon beim Filmfestival in Hyères, Frankreich
- 1982: Spielfilmpreis der Deutschen Filmkritik für Normalsatz bei den Filmfestspielen in Berlin
- 1984: Domnick-Filmpreis für The Basis of Make-Up I bei den Filmfestspielen in Berlin
- 1988: Gay Teddy Award für Die Wiese der Sachen als Bester Spielfilm bei den Filmfestspielen in Berlin
- 2004: Erster Preis für Goff in der Wüste als beste Architekturdokumentation auf der 6. Medien und Architektur Biennale Graz
- 2013: MuVi Award für das Beste Deutsche Musikvideo auf den 59. Internationalen Kurzfilmtagen Oberhausen für Moth Race von Kreidler.
- 2014: Preis der deutschen Filmkritik: Sonderpreis der Dokumentarfilmjury für den Werkzyklus Photographie und jenseits
- 2017: Preis der deutschen Filmkritik: Bestes Drehbuch für Streetscapes [Dialogue]  (Heinz Emigholz / Zohar Rubinstein)
- 2020: Spezialpreis der Jury für Die letzte Stadt bei der DocumentaMadrid

## Publikationen (Auswahl)
- „Die Basis des Make-Up“, Boa Vista, Hamburg, 2/1975
- „Indian Summer“, Boa Vista, Hamburg, 3/1976
- „A Portfolio“, The Paris Review, New York, 65/1976
- „The Results Are In“, No Rose, New York, 2/1976
- „Normalsatz“, Henry, Hamburg, 5/1977
- „Die Chinesische Landschaft“, Henry, Hamburg, 6/1978
- „Webster’s Ideallandscape“, No Rose, New York, 4/1978
- „Three Fairy Tales“, Paranoids Anonymous Newsletter, New York, 1978
- „The Case, the Glass, the Said“, Amateur, New York, 2/1979
- „The Basis of Make-Up“, mailbooks, RAW Books and Graphics, New York, Februar 1979
- „Zwei Schiffe im Hafen“, Nancy, Hamburg, 7/1979
- „The Chinese Landscape“, mailbooks, RAW Books and Graphics, New York, Oktober, 1979
- Art Spiegelman: Breakdowns. Gesammelte Comic Strips. Basel, Frankfurt/M.: Stroemfeld, Roter Stern 1980 (Übersetzung)
- „One Panel from the The Basis of Make-Up“, RAW, New York, 1/1980
- „Ordinary Sentence“, RAW, New York, 3/1981
- „From Love to Disney“, Ideolects, New York, 9/1981
- „Die Basis des Make-Up (I)“, Die Republik, 68–71/1984
- „Der Begnadete Meier“, Die Republik, 76–78/9. September 1986
- Der Begnadete Meier (Grace Jones). Hörspiel, Sender Freies Berlin, 1988
- Die Basis des Make-Up, Katalog, XPO Galerie, Hamburg, Zwinger Galerie, Berlin, 1989
- Krieg der Augen, Kreuz der Sinne, Schmitz, Kassel 1991, ISBN 3-927795-02-X.
- „Kleine Enzyklopädie der Photographie“, Die Republik, 89–91/1991
- Silke Grossmann: Photographien. Katalog der Ausstellung im Museum Folkwang, im Fotomuseum des Münchner Stadtmuseums und in der Kunsthalle Bremerhaven. Mit Texten von Frieda Grafe, hg. v. Heinz Emigholz. Stuttgart: Cantz 1992
- Zwölf Filme (Schuber mit zwölf Videos), Filmgalerie 451, Stuttgart 1992
- Seit Freud gesagt hat, der Künstler heile seine Neurose selbst, heilen die Künstler ihre Neurosen selbst, Schmitz, Kassel 1993, ISBN 3-927795-11-9.
- „Die Basis des Make-Up (II)“, Die Republik, 94–97/1997
- Normalsatz – Siebzehn Filme. Berlin: Schmitz, 2001, ISBN 3-927795-18-6. Mit Beiträgen von Frieda Grafe, Hans Hurch, Uwe Nettelbeck und anderen.
- Das schwarze Schamquadrat. Berlin: Schmitz 2002, ISBN 3-927795-09-7.
- Fotografía y más allá. Buenos Aires: Editorial Altamira 2004
- „Die Basis des Make-Up (III)“, Die Republik, 68–71 / 2008
- Sense of Architecture. Graz: Artimage 2008
- Sentimental Bombast. Flypaper, 5/2010
- Schwarze Blöcke. Flaach (Schweiz): SchwarzHandPresse, 2010
- „25 Abfuhren (Rejection Slips)“, in: Naomi Schenck: Archiv verworfener Möglichkeiten. Bilder und Texte, hg. v. Ulrich Rüdenauer. München: Belleville 2010
- Black Blocks. Zeichnungen mit Texten. CinemaScope, 46/2011
- „The End“, Texte und Zeichnungen. Disko 22/2011 (PDF; 1,1 MB) (Memento vom 3. Juli 2012 im Internet Archive)
- Sechs Panel aus Die Basis des Make-Up. Zeichnungen und Texte. Strapazin, 109/2012
- Zeichnung oder Film. Zeichnungen mit Legenden und Anmerkungen. Köln: Walther König 2013
- Seit 2005 fortlaufende Veröffentlichung aller Filme von Heinz Emigholz auf DVD, Filmgalerie 451, Berlin

## Über Heinz Emigholz
- „Heinz Emigholz“, museum für gegenwart, 11/2007. Köln: Dumont 2007
- Claudia Schmid: Die gezeichnete Welt. Der Künstler Heinz Emigholz. Dokumentarfilm. WDR/3Sat 2009, 64 Min.
- Peer Moritz und Stefan Ripplinger: (Artikel Heinz Emigholz), in Hans-Michael Bock, Hg.: CineGraph. Lexikon zum deutschsprachigen Film. 49. Lieferung. München: edition text + kritik 2010
- Hans-Michael Bock (Hrsg.): Lexikon der Regisseure und Kameraleute von A–Z, Rowohlt Taschenbuch Verlag GmbH, Reinbek bei Hamburg 1999, ISBN 3-499-60651-8
- Anselm Franke (Hrsg.): Counter Gravity – The Films of Heinz Emigholz, Haus der Kulturen der Welt / Verlag der Buchhandlung Walther und Franz König, Berlin / Köln 2021, ISBN 978-3-96098-984-4. Mit Beiträgen von Gertrud Koch, Andreas Reihse, Dennis Lim und anderen. Englisch.